# Michalina Olszańska
Michalina Olszańska (n. 29 de junio de 1992) es una actriz y escritora polaca. Es hija de los también actores Agnieszka Fatyga y Wojciech Olszański. Olszańska ha publicado dos novelas hasta la fecha.

## Carrera profesional
Olszańska recibió el premio del Festival Internacional de Cine de Minsk a la mejor actriz principal en 2016 por su papel en Já, Olga Hepnarová y el Premio Checo de Críticos de Cine a la mejor actriz en 2017.
Michalina ha protagonizado la serie original de Netflix en idioma polaco 1983, interpretando el papel de Ofelia "Effy" Ibrom. La serie se estrenó en todo el mundo el 30 de noviembre de 2018. Ese mismo año protagonizó la película Sobibor, seleccionada como la entrada rusa para la Mejor película de lengua extranjera en los 91.º Premios de la Academia, pero no fue nominada.

## Filmografía

### Cine
La siguiente es una selección de filmes:
- Sobibor (2018) - Hanna
- Clash of Futures (alemán: Krieg der Träume) (2018) - Pola Negri
- Matilda (2017) - Mathilde Kschessinska
- Já, Olga Hepnarová (2016) - Olga Hepnarová
- Córki dancingu (2015) - Gold
- Varsovia 44 (2014) - bailarina
- Jack Strong (2014) - Iza
- Carga (2018) - Viktoriya / Alanna

### Series
| Año       | Título            | Papel                                        | Director            |
| --------- | ----------------- | -------------------------------------------- | ------------------- |
| 2012–2015 | Barwy szczęścia   | cantante Tina (episodios: 816-1283)          | varios              |
| 2013      | Komisarz Alex     | Kinga Lenart (episodio: 37)                  | Robert Wichrowski   |
| 2016      | Komisja morderstw | Bridge Hoym, hija del profesor (episodio: 1) | Jarosław Marszewski |
| 2018      | Drogi Wolności    | Ester Holtorp                                | Maciej Migas        |
| 2018      | 1983              | Ofelia "Effy" Ibrom                          | Agnieszka Holland   |

## Libros
- Zakleta. Albatros. 2011. ISBN 9788376591643.
- Dziecko Gwiazd Atlantyda. Albatros. 2009. ISBN 9788373599680.